# Basketbal op de Olympische Zomerspelen 1980

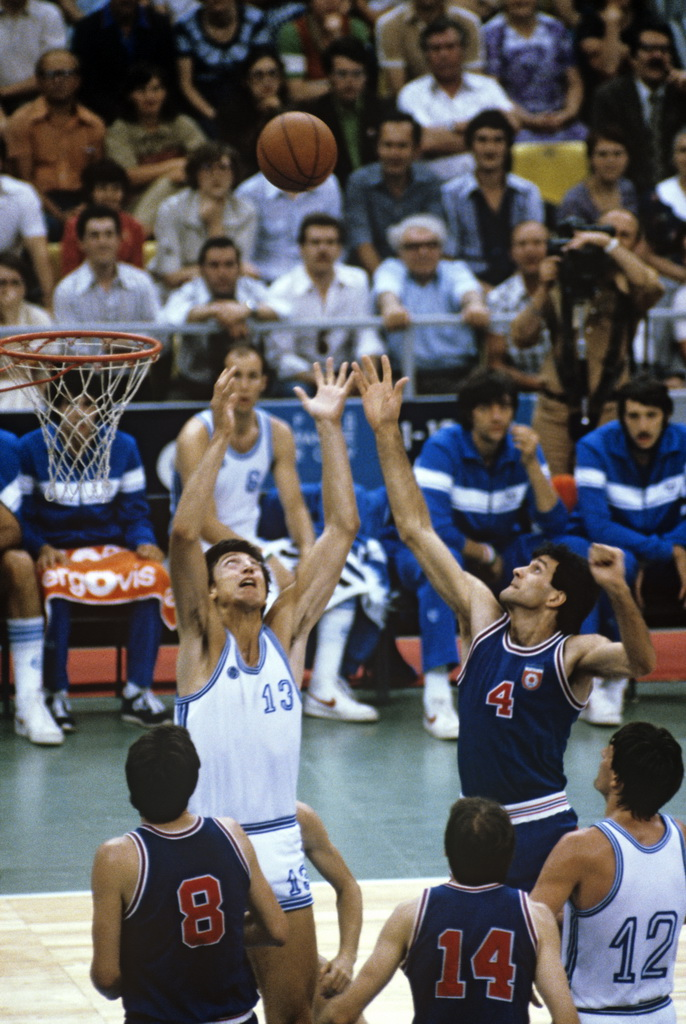
Finale: Joegoslavië tegen Italië

Basketbal is een van de sporten die beoefend werden tijdens de Olympische Zomerspelen 1980 in Moskou. Door een door de Verenigde Staten geleide boycot nam het land niet deel aan deze editie.

## Mannen

### Voorronde

#### Groep A
| Datum   | Tijd  | Land              | Score    | Land              |
| ------- | ----- | ----------------- | -------- | ----------------- |
| 20 juli | 12:00 | Brazilië          | 72 - 70  | Tsjecho-Slowakije |
| 20 juli | 19:15 | India             | 65 - 121 | Sovjet-Unie       |
| 21 juli | 12:00 | Tsjecho-Slowakije | 133 - 65 | India             |
| 21 juli | 17:00 | Brazilië          | 88 - 101 | Sovjet-Unie       |
| 23 juli | 10:00 | Brazilië          | 137 - 64 | India             |
| 23 juli | 17:00 | Sovjet-Unie       | 99 - 82  | Tsjecho-Slowakije |

| Groep A |                   |             |             |             |            |            |            |        |
| #       | Land              | Wedstrijden | Wedstrijden | Wedstrijden | Doelpunten | Doelpunten | Doelpunten | Punten |
| #       | Land              | G           | W           | V           | V          | T          | Saldo      | Punten |
| 1       | Sovjet-Unie       | 3           | 3           | 0           | 321        | 235        | 86         | 6      |
| 2       | Brazilië          | 3           | 2           | 1           | 297        | 235        | 62         | 5      |
| 3       | Tsjecho-Slowakije | 3           | 1           | 2           | 285        | 236        | 49         | 4      |
| 4       | India             | 3           | 0           | 3           | 194        | 391        | -197       | 3      |

#### Groep B
| Datum   | Tijd  | Land        | Score    | Land        |
| ------- | ----- | ----------- | -------- | ----------- |
| 21 juli | 10:00 | Senegal     | 67 - 104 | Joegoslavië |
| 21 juli | 19:15 | Polen       | 81 - 104 | Spanje      |
| 22 juli | 12:00 | Senegal     | 65 - 94  | Spanje      |
| 22 juli | 19:15 | Joegoslavië | 129 - 91 | Polen       |
| 23 juli | 12:00 | Senegal     | 64 - 84  | Polen       |
| 23 juli | 19:15 | Spanje      | 91 - 95  | Joegoslavië |

| Groep B |             |             |             |             |            |            |            |        |
| #       | Land        | Wedstrijden | Wedstrijden | Wedstrijden | Doelpunten | Doelpunten | Doelpunten | Punten |
| #       | Land        | G           | W           | V           | V          | T          | Saldo      | Punten |
| 1       | Joegoslavië | 3           | 3           | 0           | 328        | 249        | 79         | 6      |
| 2       | Spanje      | 3           | 2           | 1           | 289        | 241        | 48         | 5      |
| 3       | Polen       | 3           | 1           | 2           | 256        | 297        | -41        | 4      |
| 4       | Senegal     | 3           | 0           | 3           | 196        | 282        | -86        | 3      |

#### Groep C
| Datum   | Tijd  | Land      | Score   | Land      |
| ------- | ----- | --------- | ------- | --------- |
| 20 juli | 12:00 | Italië    | 92 - 77 | Zweden    |
| 20 juli | 19:15 | Cuba      | 83 - 76 | Australië |
| 21 juli | 17:00 | Zweden    | 59 - 71 | Cuba      |
| 21 juli | 19:15 | Italië    | 77 - 84 | Australië |
| 23 juli | 17:00 | Australië | 64 - 55 | Zweden    |
| 23 juli | 19:15 | Italië    | 79 - 72 | Cuba      |

| Groep C |           |             |             |             |            |            |            |        |
| #       | Land      | Wedstrijden | Wedstrijden | Wedstrijden | Doelpunten | Doelpunten | Doelpunten | Punten |
| #       | Land      | G           | W           | V           | V          | T          | Saldo      | Punten |
| 1       | Italië    | 3           | 2           | 1           | 248        | 233        | 15         | 5      |
| 2       | Cuba      | 3           | 2           | 1           | 226        | 214        | 12         | 5      |
| 3       | Australië | 3           | 2           | 1           | 224        | 215        | 9          | 5      |
| 4       | Zweden    | 3           | 0           | 3           | 191        | 227        | -36        | 3      |

### Hoofdronde

#### Groep A (1e-6e plaats)
| Datum   | Tijd  | Land        | Score     | Land        |
| ------- | ----- | ----------- | --------- | ----------- |
| 25 juli | 10:00 | Brazilië    | 94 - 93   | Cuba        |
| 25 juli | 17:00 | Sovjet-Unie | 119 - 102 | Spanje      |
| 25 juli | 19:15 | Joegoslavië | 102 - 81  | Italië      |
| 26 juli | 10:00 | Spanje      | 110 - 81  | Brazilië    |
| 26 juli | 12:00 | Cuba        | 84 - 112  | Joegoslavië |
| 26 juli | 19:15 | Sovjet-Unie | 85 - 87   | Italië      |
| 27 juli | 10:00 | Cuba        | 95 - 96   | Spanje      |
| 27 juli | 17:00 | Sovjet-Unie | 91 - 101  | Joegoslavië |
| 27 juli | 19:15 | Italië      | 77 - 90   | Brazilië    |
| 29 juli | 12:00 | Spanje      | 89 - 95   | Italië      |
| 29 juli | 17:00 | Sovjet-Unie | 109 - 90  | Cuba        |
| 29 juli | 19:15 | Brazilië    | 95 - 96   | Joegoslavië |

| Groep A |             |             |             |             |            |            |            |        |
| #       | Land        | Wedstrijden | Wedstrijden | Wedstrijden | Doelpunten | Doelpunten | Doelpunten | Punten |
| #       | Land        | G           | W           | V           | V          | T          | Saldo      | Punten |
| 1       | Joegoslavië | 5           | 5           | 0           | 506        | 442        | 64         | 10     |
| 2       | Italië      | 5           | 3           | 2           | 419        | 438        | -19        | 8      |
| 3       | Sovjet-Unie | 5           | 3           | 2           | 505        | 468        | 37         | 8      |
| 4       | Spanje      | 5           | 2           | 3           | 488        | 485        | 3          | 7      |
| 5       | Brazilië    | 5           | 2           | 3           | 448        | 477        | -29        | 7      |
| 6       | Cuba        | 5           | 0           | 5           | 434        | 490        | -56        | 5      |

#### Groep B (7e-12e plaats)
| Datum   | Tijd  | Land              | Score    | Land              |
| ------- | ----- | ----------------- | -------- | ----------------- |
| 25 juli | 10:00 | Polen             | 113 - 67 | India             |
| 25 juli | 12:00 | Zweden            | 70 - 64  | Senegal           |
| 25 juli | 17:00 | Australië         | 91 - 86  | Tsjecho-Slowakije |
| 26 juli | 10:00 | Senegal           | 81 - 59  | India             |
| 26 juli | 12:00 | Zweden            | 61 - 83  | Tsjecho-Slowakije |
| 26 juli | 17:00 | Australië         | 74 - 101 | Polen             |
| 27 juli | 10:00 | Zweden            | 119 - 63 | India             |
| 27 juli | 12:00 | Senegal           | 64 - 95  | Australië         |
| 27 juli | 17:00 | Tsjecho-Slowakije | 84 - 88  | Polen             |
| 28 juli | 10:00 | India             | 75 - 93  | Australië         |
| 28 juli | 12:00 | Tsjecho-Slowakije | 88 - 72  | Senegal           |
| 28 juli | 19:15 | Zweden            | 70 - 67  | Polen             |

| Groep B |                   |             |             |             |            |            |            |        |
| #       | Land              | Wedstrijden | Wedstrijden | Wedstrijden | Doelpunten | Doelpunten | Doelpunten | Punten |
| #       | Land              | G           | W           | V           | V          | T          | Saldo      | Punten |
| 7       | Polen             | 5           | 4           | 1           | 453        | 359        | 94         | 9      |
| 8       | Australië         | 5           | 4           | 1           | 417        | 381        | 36         | 9      |
| 9       | Tsjecho-Slowakije | 5           | 3           | 2           | 474        | 377        | 97         | 8      |
| 10      | Zweden            | 5           | 3           | 2           | 375        | 341        | 34         | 8      |
| 11      | Senegal           | 5           | 1           | 4           | 345        | 396        | -51        | 6      |
| 12      | India             | 5           | 0           | 5           | 329        | 539        | -210       | 5      |

### Bronzen Finale
| Datum   | Tijd  | Land        | Score    | Land   |
| ------- | ----- | ----------- | -------- | ------ |
| 30 juli | 12:00 | Sovjet-Unie | 117 - 94 | Spanje |

### Finale
| Datum   | Tijd  | Land        | Score   | Land   |
| ------- | ----- | ----------- | ------- | ------ |
| 30 juli | 19:15 | Joegoslavië | 86 - 77 | Italië |

### Eindrangschikking
| Goud | Zilver | Brons | 4 |
| Joegoslavië Andro Knego Dragan Kićanović Rajko Žižić Mihovil Nakić Željko Jerkov Branko Skroče Zoran Slavnić Krešimir Ćosić Ratko Radovanović Duje Krstulović Dražen Dalipagić Mirza Delibašić                                      | Italië Fabrizio Della Fiori Marco Solfrini Marco Bonamico Dino Meneghin Renato Villalta Renzo Vecchiato Pierluigi Marzorati Pietro Generali Romeo Sacchetti Roberto Brunamonti Michael Sylvester Enrico Gilardi | Sovjet-Unie Stanislav Jerjomin Valeri Miloserdov Sergej Tarakanov Oleksandr Salnikov Andrej Lopatov Nikoloz Derioegini Sergej Belov Vladimir Tkatsjenko Anatoli Mysjkin Sergejus Jovaiša Oleksandr Bilostinnyj Vladimir Zjigili | Spanje Wayne Brabender José Luis Llorente Cándido Antonio Sibilio José María Margall Manuel Flores Fernando Romay Luis Miguel Santillana Juan Antonio Corbalán Ignacio Solozábal Juan Domingo de la Cruz Juan Manuel López Iturriaga Juan Antonio San Epifanio |
| 5 | 6 | 7 | 8 |
| Brazilië André Ernesto Stoffel Luiz Gustavo de Lage José Carlos Santos Saiani Milton Setrini Júnior Wagner Machado da Silva Marquinhos Gilson Trindade de Jesus Marcel Ponikwar Adilson Nascimento Marcelo Vido Oscar Schmidt Cadum | Cuba Alejandro Urgellés Daniel Scott Alejandro Ortíz Jorge Moré Rojas Félix Morales Generoso Márquez Noangel Luaces Tomás Herrera Ruperto Herrera Raúl Dubois Miguel Calderón Pedro Abreu                       | Polen Mieczysław Młynarski Dariusz Zelig Zdzisław Myrda Eugeniusz Kijewski Krzysztof Fikiel Wojciech Rosiński Justyn Węglorz Ryszard Prostak Jerzy Bińkowski Marcin Michalski Leszek Doliński Ireneusz Mulak                    | Australië Peter Ali Stephen Breheny Perry Crosswhite Mel Dalgleish Ian Davies Gordon McLeod Danny Morseu Les Riddle Larry Sengstock Phil Smyth Michael Tucker Peter Walsh                                                                                      |
| 9 | 10 | 11 | 12 |
| Tsjecho-Slowakije Jaroslav Skála Dušan Žáček Vlastimil Havlík Peter Rajniak Stanislav Kropilák Pavel Bojanovský Zdeněk Kos Jiří Pospíšil Vlastibor Klimeš Kamil Brabenec Zdeněk Douša Gustav Hraška                                 | Zweden Peter Andersson Thomas Nordgren Peter Gunterberg Göran Unger Torbjörn Taxén Joon-Olof Karlsson Jan Enjebo Bernt Malion Roland Rahm Sten Feldreich Leif Yttergren Åke Skyttevall                          | Senegal Moussa M'Bengue Bassirou Badji Mamadou Diop Yamar Samb Mathieu Faye Madiagne N'Diaye Mohamadou Diop Oumar Dia Bireyma Sadi Diagne Hadramé N'Diaye Yaya Cissokho Modou Tall                                              | India Parvez Irani Diniar Chopra Ajmer Singh Tarlok Sandhu Singh Paramdip Singh Shyam Radhey Baldev Singh Dilip Gurumurthy Paramjit Singh Amarnath Nagarajan Jorawar Singh Rathore Uman Singh Harbhajan Singh                                                  |

## Vrouwen

### Voorronde
| Datum   | Tijd  | Land        | Score    | Land        |
| ------- | ----- | ----------- | -------- | ----------- |
| 20 juli | 10:00 | Italië      | 65 - 102 | Bulgarije   |
| 20 juli | 17:00 | Joegoslavië | 62 - 97  | Sovjet-Unie |
| 20 juli | 17:00 | Cuba        | 66 - 76  | Hongarije   |
| 22 juli | 10:00 | Cuba        | 81 - 85  | Joegoslavië |
| 22 juli | 17:00 | Bulgarije   | 83 - 122 | Sovjet-Unie |
| 22 juli | 17:00 | Italië      | 70 - 83  | Hongarije   |
| 24 juli | 12:00 | Hongarije   | 48 - 61  | Joegoslavië |
| 24 juli | 17:00 | Bulgarije   | 84 - 64  | Cuba        |
| 24 juli | 19:15 | Italië      | 53 - 119 | Sovjet-Unie |
| 25 juli | 12:00 | Italië      | 57 - 69  | Joegoslavië |
| 26 juli | 17:00 | Sovjet-Unie | 95 - 56  | Cuba        |
| 27 juli | 12:00 | Hongarije   | 75 - 90  | Bulgarije   |
| 28 juli | 10:00 | Italië      | 63 - 79  | Cuba        |
| 28 juli | 12:00 | Joegoslavië | 79 - 81  | Bulgarije   |
| 28 juli | 17:00 | Sovjet-Unie | 120 - 62 | Hongarije   |

| Voorronde |             |             |             |             |            |            |            |        |
| #         | Land        | Wedstrijden | Wedstrijden | Wedstrijden | Doelpunten | Doelpunten | Doelpunten | Punten |
| #         | Land        | G           | W           | V           | V          | T          | Saldo      | Punten |
| 1         | Sovjet-Unie | 3           | 5           | 0           | 553        | 316        | 237        | 10     |
| 2         | Bulgarije   | 3           | 4           | 1           | 440        | 405        | 35         | 9      |
| 3         | Joegoslavië | 3           | 3           | 2           | 356        | 364        | -8         | 8      |
| 4         | Hongarije   | 3           | 2           | 3           | 344        | 407        | -63        | 7      |
| 5         | Cuba        | 3           | 1           | 4           | 346        | 403        | -57        | 6      |
| 6         | Italië      | 3           | 0           | 5           | 308        | 452        | -144       | 5      |

### Bronzen Finale
| Datum   | Tijd  | Land        | Score   | Land      |
| ------- | ----- | ----------- | ------- | --------- |
| 30 juli | 10:00 | Joegoslavië | 68 - 65 | Hongarije |

### Finale
| Datum   | Tijd  | Land        | Score    | Land      |
| ------- | ----- | ----------- | -------- | --------- |
| 30 juli | 17:00 | Sovjet-Unie | 104 - 73 | Bulgarije |

## Eindrangschikking
| Goud | Zilver | Brons |
| Sovjet-Unie Angelė Rupšienė Ljoebov Sjarmaj Vida Beselienė Olga Barisjeva Tatjana Ovetsjkina Nadezjda Sjoevajeva Uļjana Semjonova Ljoedmyla Rogozjyna Nelli Ferjabnikova Olga Soecharnova Tetjana Nadirova Tatjana Ivinskaja | Bulgarije Nadka Goltsjeva Penka Metodieva Petkana Makavejeva Snezjana Michailova Vania Dermendzjijeva Krasimira Bogdanova Angelina Michailova Diana Brainova Jevladia Slavtsjeva Kostadinka Radkova Silvia Germanova Penka Stojanova | Joegoslavië Vera Đurašković Mersada Bećirspahić Jelica Komnenović Mira Bjedov Vukica Mitić Sanja Ožegović Sofija Pekić Marija Tonković Zorica Đurković Vesna Despotović Biljana Majstorović Jasmina Perazić               |
| 4 | 5 | 6 |
| Hongarije Éva Gulyás Ágnes Németh Ilona Kovács Györgyi Vertetics Zsuzsa Boksay Ilona Lőrincz Katalin Szuchy Magda Gulyás Ildikó Gulyás Judit Megyesi Lenke Kiss Erzsébet Szentesi                                            | Cuba Leonor Borrel Nancy Atiez Barbara Becquer María Moret Inocenta Corbea Caridad Despaigne Matilde Charro María de los Santos Sonia de la Paz Virginia Pérez Santa Skeet Vicenta Salmón                                            | Italië Chiara Guzzonato Nunziata Serradimigni Roberta Faccin Lidia Gorlin Emanuela Silimbani Wanda Sandon Bianca Rossi Antonietta Baistrocchi Marinella Draghetti Rosanna Vergnano Mariangela Piancastelli Orietta Grossi |

## Medaillespiegel
| Plaats | Land        | NOC    | Goud | Zilver | Brons | Totaal |
| ------ | ----------- | ------ | ---- | ------ | ----- | ------ |
| 1      | Joegoslavië | YUG    | 1    | 0      | 1     | 2      |
| 1      | Sovjet-Unie | URS    | 1    | 0      | 1     | 2      |
| 3      | Bulgarije   | BUL    | 0    | 1      | 0     | 1      |
| 3      | Italië      | ITA    | 0    | 1      | 0     | 1      |
| Totaal | Totaal      | Totaal | 2    | 2      | 2     | 6      |

St. Louis 1904 · Berlijn 1936 · Londen 1948 · Helsinki 1952 · Melbourne 1956 · Rome 1960 · Tokio 1964 · Mexico-Stad 1968 · München 1972 · Montréal 1976 · Moskou 1980 · Los Angeles 1984 · Seoel 1988 · Barcelona 1992 · Atlanta 1996 · Sydney 2000 · Athene 2004 · Peking 2008 · Londen 2012 · Rio de Janeiro 2016 · Tokio 2020 · Parijs 2024 · Los Angeles 2028
Medaillewinnaars 
Atletiek · Basketbal · Boksen · Boogschieten · Gewichtheffen · Handbal · Hockey · Judo · Kanovaren · Moderne vijfkamp · Paardensport · Roeien · Schermen · Schietsport · Schoonspringen · Turnen · Voetbal · Volleybal · Waterpolo · Wielersport · Worstelen · Zeilen · Zwemmen